# Audi Cabriolet

Audi 90 cabrio

Audi Cabriolet – samochód klasy średniej, który zadebiutował na rynku w 1991 roku. Powstało na bazie Audi Coupé, zaprezentowanego w 1988 roku. Model oznaczony 8G7 zaliczany jest do grupy modeli B4, z którymi łączy go zarówno wygląd, jak i rozwiązania techniczne. Silniki również pochodzą z produkowanego równolegle sedana, Avanta i Coupé, jak również z Audi A4 (1,8L 125KM).

## Nadwozie
Dwudrzwiowe nadwozie z płóciennym dachem mieści 4 osoby, chociaż w pełni komfortowych warunkach podróżuje się tylko na przednich siedzeniach. Samochód w porównaniu z Coupé ma mocno przekonstruowaną strukturę nadwozia, a przede wszystkim wzmocnioną podłogę i progi, co podyktowane jest zachowaniem sztywności pomimo braku sztywnego dachu.
Materiałowy dach w zależności od wersji składa i rozkłada się manualnie lub elektrycznie, jednak zatrzask mocujący do ramy szyby przedniej należy blokować i odblokowywać ręcznie, co podyktowane jest względami bezpieczeństwa. Bez ręcznego odblokowania dach nie otworzy się, co zapobiega przypadkowemu otwarciu podczas jazdy.
Zderzaki, światła przednie oraz listwy karoserii pochodzą bezpośrednio z wersji Coupé. Tylne światła przypominają te z sedana, na którym wzorowany jest cały tył pojazdu, jednak są niezamienne z żadną inną wersją. Zderzaki oraz lusterka są lakierowane w kolorze nadwozia, a znakiem rozpoznawczym Cabrio jest chromowana rama przedniej szyby, oraz chromowana obwódka, biegnąca wokół całej kabiny pasażerskiej. Każde Audi Cabriolet zostało wyposażone w kierunkowskazy przednie usytuowane w zderzaku, oraz reflektory przednie o dwóch odbłyśnikach, dostępne w dwóch wersjach. Podstawowa posiada dwa konwencjonalne odbłyśniki i wykorzystuje żarówki H4 dla świateł mijania i drogowych oraz H1 jako dodatkową żarówkę świateł drogowych. Można również spotkać samochody z soczewkowymi światłami mijania na żarówkę H1. W wersji tej światła drogowe wykorzystują konwencjonalny odbłyśnik i żarówkę H1. W obu przypadkach światła pozycyjne umieszczone są w zewnętrznej części lampy.

## Podwozie
Zawieszenie Audi Cabrio to dobrze znane z Audi 80 B4 pojedyncze wahacze poprzeczne i kolumny McPhersona ze stabilizatorem poprzecznym z przodu oraz belka skrętna ze sprężynami śrubowymi z tyłu. Taki układ jest nadzwyczaj trwały i zapewnia dobry komfort podróżowania. Jednak w porównaniu z konkurencyjnym BMW serii 3 Cabrio prowadzenie Audi w zakrętach wypada blado; poprzeczne nierówności lub odpuszczenie gazu w zakręcie powodują nadsterowność, która zazwyczaj jest przypisywana samochodom o tylnym napędzie.
Układ kierowniczy to klasyczna przekładnia z listwą zębatą (pot. 'maglownica') o symetrycznych drążkach kierowniczych. Hydrauliczne wspomaganie układu kierowniczego to standardowe wyposażenie każdego Audi Cabriolet.
Model Cabriolet, podobnie jak każde Audi od połowy lat 80., został wykonany z blach obustronnie cynkowanych, dzięki czemu zmitygowano problem korozji podwozia lub nadwozia.

## Układ napędowy
Audi zdecydowało się na zastosowanie okrojonej gamy silnikowej modelu Audi 80 B4 oraz dodanie w 1997 roku do palety silnika 1,8 l, pochodzącego z Audi A4. Do napędu wszystkich modeli serii B4 stosowano silniki rzędowe 4 i 5-cylindrowe oraz widlaste „szóstki”. Silniki umieszczone są wzdłużnie z przodu, napęd przenoszony jest na koła przednie. Audi Cabriolet nigdy nie otrzymało napędu quattro. Zastosowano również silnik wysokoprężny 1,9 TDI, który z kolei nigdy nie trafił do wersji Coupé. Wszystkie silniki standardowo przekazywały napęd poprzez manualną, 5-biegową przekładnię, jednak można było zamówić wersję z automatem o czterech przełożeniach.

### Silniki
| Silnik   | Moc maksymalna  | Układ i liczba cylindrów | Liczba zaworów | Lata produkcji    |
| -------- | --------------- | ------------------------ | -------------- | ----------------- |
| 1,8      | 125 KM (92 kW)  | rzędowy, 4 cylindry      | 20 zaworów     | 01.1997 - 08.2000 |
| 2,0 E    | 115 KM (85 kW)  | rzędowy, 4 cylindry      | 8 zaworów      | 01.1993 - 07.1998 |
| 2,0 16 V | 140 KM (103 kW) | rzędowy, 4 cylindry      | 16 zaworów     | 06.1995 - 07.1996 |
| 2,3 E    | 133 KM (98 kW)  | rzędowy, 5 cylindrów     | 10 zaworów     | 05.1991 - 07.1994 |
| 2,6      | 150 KM (110 kW) | V6                       | 12 zaworów     | 06.1993 - 08.2000 |
| 2,8      | 174 KM (128 kW) | V6                       | 12 zaworów     | 11.1992 - 08.2000 |
| 1,9 TDI  | 90 KM (66 kW)   | rzędowy, 4 cylindry      | 8 zaworów      | 06.1995 - 08.2000 |

## Historia modelu

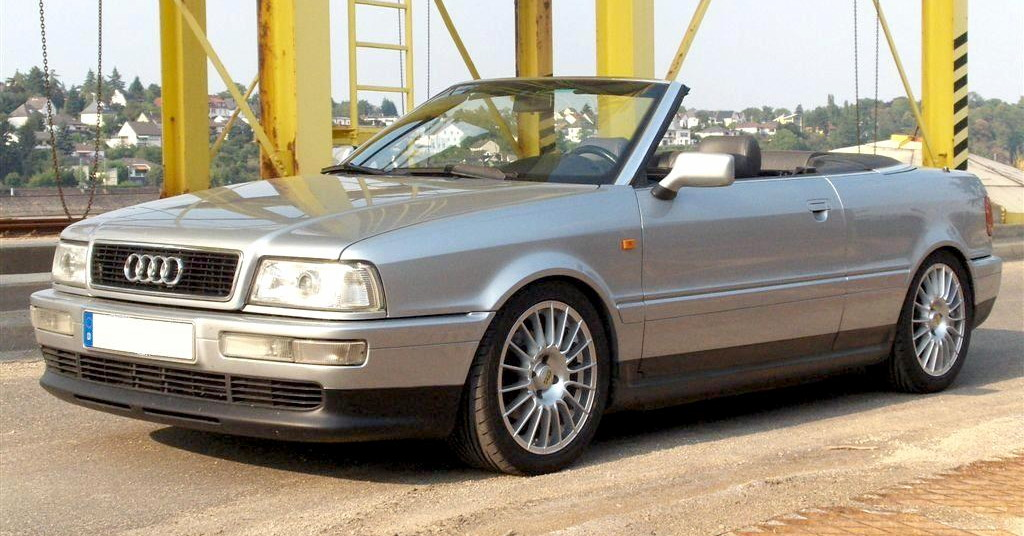
Audi Cabriolet

Jednym z podstawowych konkurentów Audi jest BMW. Obie firmy bardzo szybko dostrzegają dobre pociągnięcia konkurencji, więc w ofercie Audi musiał znaleźć się model, który odebrałby klientelę jedynemu wówczas kabrioletowi, zbudowanemu na bazie samochodu klasy średniej, czyli BMW 3 Cabrio. Modele Audi 80 oraz BMW 3 E36 weszły do sprzedaży w Europie w bardzo podobnym okresie i konkurowały ze sobą bezpośrednio, więc rozpoczęcie produkcji Audi Cabriolet rozpoczęto w korzystnym momencie. Odświeżone i bardzo nowoczesne wówczas 80 w luksusowo wyposażonej wersji Cabrio było samochodem o wysokim prestiżu i wciąż aktualnych rozwiązaniach technicznych. Zaprezentowane w 1988 roku Audi Coupé dawało wiele nowych możliwości, ze względu na umieszczenie zbiornika paliwa pod podłogą bagażnika (wcześniej w pionie za tylną kanapą) oraz zaprojektowanie podłużnic sięgających do tylnego pasa. Wcześniejsze rozwiązanie, gdzie elementy konstrukcyjne samochodu kończą się na mocowaniu tylnej osi nie dawało możliwości umieszczenia w tylnej części samochodu ciężkiej konstrukcji oraz mechanizmu składania dachu, bez znacznych zmian w konstrukcji podwozia i nadwozia, co wiąże się ze zbyt dużymi kosztami w przypadku mało popularnego kabrioletu.
W czasie, kiedy produkowane było Audi 80 B4, na rynku pojawił się kolejny, bardzo groźny konkurent, czyli Mercedes klasy C, produkowany jako klasyczny sedan, oraz kombi. Na dodatek BMW zakończyło produkcję modelu E30 Touring i zastąpiło go modelem E36 Touring. Starzejące się Audi 80 musiało w 1994 roku ustąpić znacznie bardziej zaawansowanemu technicznie i nowocześniejszemu Audi A4, w 1995 roku podobny los spotkał wersję Avant, zastąpioną przez A4 Avant, a rok później zakończono produkcję Coupé, nie przedstawiając następcy. Biorąc jednak pod uwagę, że kabriolet to najdroższa w projektowaniu i produkcji, a zarazem najrzadziej spotykana wersja każdego samochodu, Audi pozostawiło Cabriolet w ofercie do drugiej połowy 2000 r. Jedynymi zmianami do końca produkcji były zmiany wyposażenia standardowego oraz zaoferowanie bocznych poduszek powietrznych i nowego silnika 1,8 20 V o mocy 125 KM, pochodzącego z modelu A4. Następcą Cabrioleta jest Audi A4 Cabrio, stworzone na bazie Audi A4 B6.